# Azowlissè
Azowlissè ist ein Arrondissement im Departement Ouémé im westafrikanischen Staat Benin. Es ist eine Verwaltungseinheit, die der Gerichtsbarkeit der Kommune Adjohoun untersteht.

## Demografie und Verwaltung
Gemäß der Volkszählung 2013 des beninischen Statistikamtes INSAE hatte das Arrondissement 22.057 Einwohner, davon waren 10.625 männlich und 11.432 weiblich.
Von den 64 Dörfern und Quartieren der Kommune Adjohoun entfallen 16 auf Azowlissè:
1. Abéokouta
2. Agué-Milahin
3. Akouèhan-Tohoué
4. Gbada
5. Gbada Kpota
6. Gbédogo-Oudanou
7. Gbékandji
8. Houèda
9. Houssa
10. Kadébou-Zounmè
11. Klogbomey
12. Kpodédji
13. Kpota
14. Saoro
15. Sissèkpa
16. Todé